# Keglevich Gábor (főispán)
Gróf buzini Keglevich Gábor (Pest, 1784. szeptember 19. – Egreskátapuszta, 1854. június 16.) politikus, nagybirtokos, jogász, a Magyar Tudós Társaság igazgatósági tagja. A reformkor jeles konzervatív politikusa, 1842 és 1848 között tárnokmester, 1827 és 1848 között Nógrád vármegye főispánja volt.
Keglevich Béla (1833–1896) főispán, országgyűlési képviselő apja.

## Életútja
Nagy múltú, Pest vármegyei nagybirtokos nemesi család leszármazottja volt. 1805-ben a pesti tudományegyetemen szerzett jogtudományi oklevelet. 1806-tól 1824-ig a Magyar Királyi Helytartótanács tisztviselője volt, előbb mint tiszteletbeli fogalmazó, 1809-től titoknoki, 1817-től pedig tanácsosi beosztásban. 1821 után a helytartótanács szervezeti keretén belül az adó- és katonai ügyekkel foglalkozó Tartományi Bizottság alelnöki tisztét töltötte be. 1824-ben Csongrád vármegye főispáni helyettesévé, 1827-ben pedig Nógrád vármegye főispánjává nevezték ki, a hivatalt két évtizeden keresztül, 1848-ig látta el. Ezzel párhuzamosan 1830–1831-ben a bécsi Magyar Udvari Kancellária referenseként is tevékenykedett, 1831–1832-ben pedig ismét a helytartótanácsnál töltött be tanácsosi tisztséget. 1832-től a budai Magyar Királyi Kamara alelnöke, 1836-tól elnöke volt.
A reformkor évtizedeiben részt vett az országos politika alakításában is. Az udvarhoz hű, aulikus nemesemberként, valamint az 1832 és 1848 közötti pozsonyi országgyűlések főrendi táblájának tagjaként a konzervatív párt jeles alakja volt. Az udvar megbecsülte szolgálatait, 1831-ben valóságos belső titkos tanácsosi és koronaőri címmel ruházták fel. 1842-ben koronaőri címét visszaadta, s 1848-ig a főtárnokmesteri címet viselte. 1845-ben az uralkodó a Szent István-rend középkeresztjét adományozta neki, emellett a pápai Krisztus Lovagrendje is tagjává fogadta.
Az 1848–1849-es szabadságharc során a háttérbe húzódott, de számos jelét adta annak, hogy hajlandó azonosulni a forradalmi Batthyány-kormány törekvéseivel. Az V. Ferdinánd által törvénysértő módon magyar miniszterelnökké kinevezett Récsey Ádám perbe fogásakor az eljáró bíróság egyik tagja volt. A mind hevesebbé váló harcok kibontakozásával nagykátai kastélyában a sebesült honvédeket ellátó hadikórházat rendezett be. A szabadságharc után teljes visszavonultságban élte életét.
Élete során – kapcsolatokkal rendelkező emberként – sok, később nagy hírre jutó ember útját egyengette: gyámja volt az árvaságra jutott, később sportemberként és az „Ördöglovas”-ként elhíresült Sándor Móricnak, taníttatta és mentorálta a történész Horváth Mihályt, hivatali útját egyengette Klauzál Gábornak és Trefort Ágostonnak. Közeli kapcsolatban állt Széchenyi Istvánnal, s támogatta a nemzeti haladást ösztönző terveit. Közreműködött a jelentős társadalmi szerepet betöltő Pesti Casino (későbbi nevén Nemzeti Casino) 1827. évi megalakításánál, 1830-tól igazgatósági tagja volt a Magyar Tudós Társaságnak, s első elnöke lett az 1844-ben szervezett Gyáralapító Társaságnak.

## Főbb művei
- Beszéd, melyet mélt. buzini gróf Keglevich Gábor., Csongrád vármegye fő ispányi hivatalhelytartója... 1825. Sz. Iván hava 13-ik napján Szeghvár helységében helytartói hivatala elfoglalása alkalmával mondott. Szeged. 1825.
- Beszéd, melyet mélt. buzini gr. Keglevich Gábor mint ns. Nógrád vármegyének főispánja, ugyanazon ns. megyénekf. eszt. mind-szent hava 8. Balassa-Gyarmaton tartott tisztválasztó széke alkalmával azon ns. megye státusaihoz és rendeihez intézett. Pest. 1828.